# Pseudobazisa perculta
Pseudobazisa perculta är en fjärilsart som beskrevs av William Lucas Distant 1897. Pseudobazisa perculta ingår i släktet Pseudobazisa och familjen tofsspinnare. Inga underarter finns listade i Catalogue of Life.